# Mark Consuelos
Mark Andrew Consuelos (ur. 30 marca 1971 w Saragossie) – hiszpański aktor telewizyjny i filmowy.

## Życiorys

### Wczesne lata
Urodził się w Saragossie i ma pochodzenie włoskie ze strony matki Camilli i meksykańskie ze strony ojca Saula Consuelosa. Jego ojciec był politykiem, delegatem Hiszpanii. Dzieciństwo spędził we Włoszech i Stanach Zjednoczonych. Dorastał w Lebanon, w stanie Illinois i Tampa na Florydzie. Uczęszczał do Bloomingdale High School w Valrico na Florydzie, a następnie studiował na Uniwersytecie Notre Dame. W 1994 roku ukończył studia na wydziale marketingu Uniwersytetu Południowej Florydy. By pokryć koszty studiów pracował jako striptizer.

### Kariera
Występował na scenie Looking Glass Playhouse w musicalu Hello, Dolly. Popularność zdobył rolą Mateo Santosa w operze mydlanej ABC Wszystkie moje dzieci (All My Children, 1995-2002), która w 1998 i 1999 roku przyniosła mu nagrodę American Latino Media Arts (ALMA) oraz otrzymał trzykrotnie nagrodę Soap Opera Digest. Wziął udział w reklamie Tide to Go. Pojawił się także w jednym z odcinków sitcomu NBC Przyjaciele (Friends, 2001) jako policjant, serialu NBC Brygada ratunkowa (Third Watch, 2001, 2003) w roli ojca i detektywa Ramona Valenzueli oraz sitcomie ABC Nadzieja i wiara (Hope & Faith, 2005-2006) jako Gary 'The Gooch' Gucharez. Zagrał również w kinowej komedii Moja super eksdziewczyna (My Super Ex-Girlfriend, 2006) u boku Umy Thurman i Luke'a Wilsona.

### Życie prywatne
W dniu 1 maja 1996 roku w Las Vegas ożenił się z aktorką Kelly Ripą. Mają troje dzieci: dwóch synów – Michaela Josepha (ur. 1 czerwca 1997) i Joaquina Antonio (ur. 24 lutego 2003) oraz córkę Lolę Grace (ur. 16 czerwca 2001).

## Wybrana filmografia

### Filmy fabularne
| Rok  | Tytuł filmu                                         | Rola             |
| ---- | --------------------------------------------------- | ---------------- |
| 2000 | M.K.3 (TV)                                          | Athos            |
| 2002 | Ostatnie miejsce na Ziemi (The Last Place On Earth) | Party Toast      |
| 2002 | Pride & Loyalty                                     | Bill             |
| 2003 | Urocza dziewczyna (Beautiful girl)                  | Adam Lopez       |
| 2005 | VI Batalion (The Great Raid)                        | Kapral Guttierez |
| 2006 | Weselna gorączka (Pleasure of Your Company, The)    | Morty            |
| 2006 | Moja super eksdziewczyna (My Super Ex-Girlfriend)   | Steve            |
| 2006 | Weselna gorączka (Pleasure of Your Company, The)    | Morty            |
| 2008 | Mąż do wynajęcia (Husband for Hire)                 | Bo               |
| 2008 | Miłość Grace (For the Love of Grace)                | Steve Lockwood   |
| 2009 | Killer Hair                                         | Tony Trujillo    |
| 2009 | Hostile Makeover                                    | Tony Trujillo    |
| 2010 | Fujary na tropie (Cop Out)                          | Manuel           |
| 2014 | Krocząc wśród cieni (A Walk Among the Tombstones)   | Reuben Quintana  |

### Seriale TV
| Rok       | film fabularny/serial TV                                           | Rola                      |
| --------- | ------------------------------------------------------------------ | ------------------------- |
| 1995-2010 | Wszystkie moje dzieci (All My Children)                            | Mateo Santos, Sr.         |
| 2001      | Przyjaciele (Friends)                                              | Policjant                 |
| 2002      | Rodzina, ach rodzina (American Family)                             | Eduardo                   |
| 2001      | Brygada ratunkowa (Third Watch)                                    | Tato                      |
| 2003      | Brygada ratunkowa (Third Watch)                                    | Detektyw Ramon Valenzuela |
| 2003-2006 | Poszukiwani (1-800-Missing)                                        | Agent FBI Antonio Cortez  |
| 2005-2006 | Hope i Faith (Hope & Faith)                                        | Gary 'The Gooch' Gucharez |
| 2007      | Connect with English                                               | Alberto Mendoza           |
| 2007      | Prawo i porządek: Zbrodniczy zamiar (Law & Order: Criminal Intent) | Sędzia USA Berner         |
| 2008      | Brzydula Betty (Ugly Betty)                                        | Detektyw Averaimo         |
| 2011      | Obrońca (The Protector)                                            | Chuck Wyatt               |
| 2012      | Jak ja nie znoszę mojej córki (I Hate My Teenage Daughter)         | Matt Martinez             |
| 2013      | Rodzinka jak inne (The New Normal)                                 | Chris                     |
| 2013      | Faceci z dzieciakami (Guys with Kids)                              | Andy                      |
| 2017      | Riverdale                                                          | Hiram Lodge               |